# 栃木県道233号小川田野倉線
栃木県道233号小川田野倉線（とちぎけんどう233ごう おがわたのくらせん）は、栃木県那須郡那珂川町から那須烏山市に至る一般県道である。

## 概要
那須郡那珂川町小川から那須烏山市田野倉に至る。2025年（令和7年）3月28日に前身の「小川大金停車場線（おがわおおがねていしゃじょうせん）」から路線変更されたのが「小川田野倉線」である。
那須郡那珂川町小川市街地からJR東日本烏山線 大金駅までほぼ南北に縦断する。沿線には神田城跡、小志鳥城跡等の史跡が点在する。

### 路線データ
- 起点：栃木県那須郡那珂川町小川（栄町交差点、栃木県道52号矢板那珂川線交点）
- 終点：栃木県那須烏山市田野倉（田野倉交差点、栃木県道10号宇都宮那須烏山線交点）
- 総延長：14.424 km
- 実延長：12.142 km

## 歴史
- 1961年（昭和36年）4月1日 - 一般県道大和久大金停車場線として認定される。
- 1962年（昭和37年）10月23日 - 路線変更により小川大金停車場線として再認定される。
- 2025年（令和7年）3月28日 - 栃木県告示第140号により路線名が「小川大金停車場線」から「小川田野倉線」に変更[1]。

## 路線状況

### 重複区間
- 栃木県道25号那須烏山矢板線（那須烏山市熊田 - 那須烏山市熊田・熊田交差点）
- 栃木県道222号熊田喜連川線（那須烏山市熊田・熊田交差点 - 那須烏山市南大和久・南大和久交差点）

### 道路施設

#### 橋梁
- 新荒川橋（荒川、那須烏山市）

## 地理

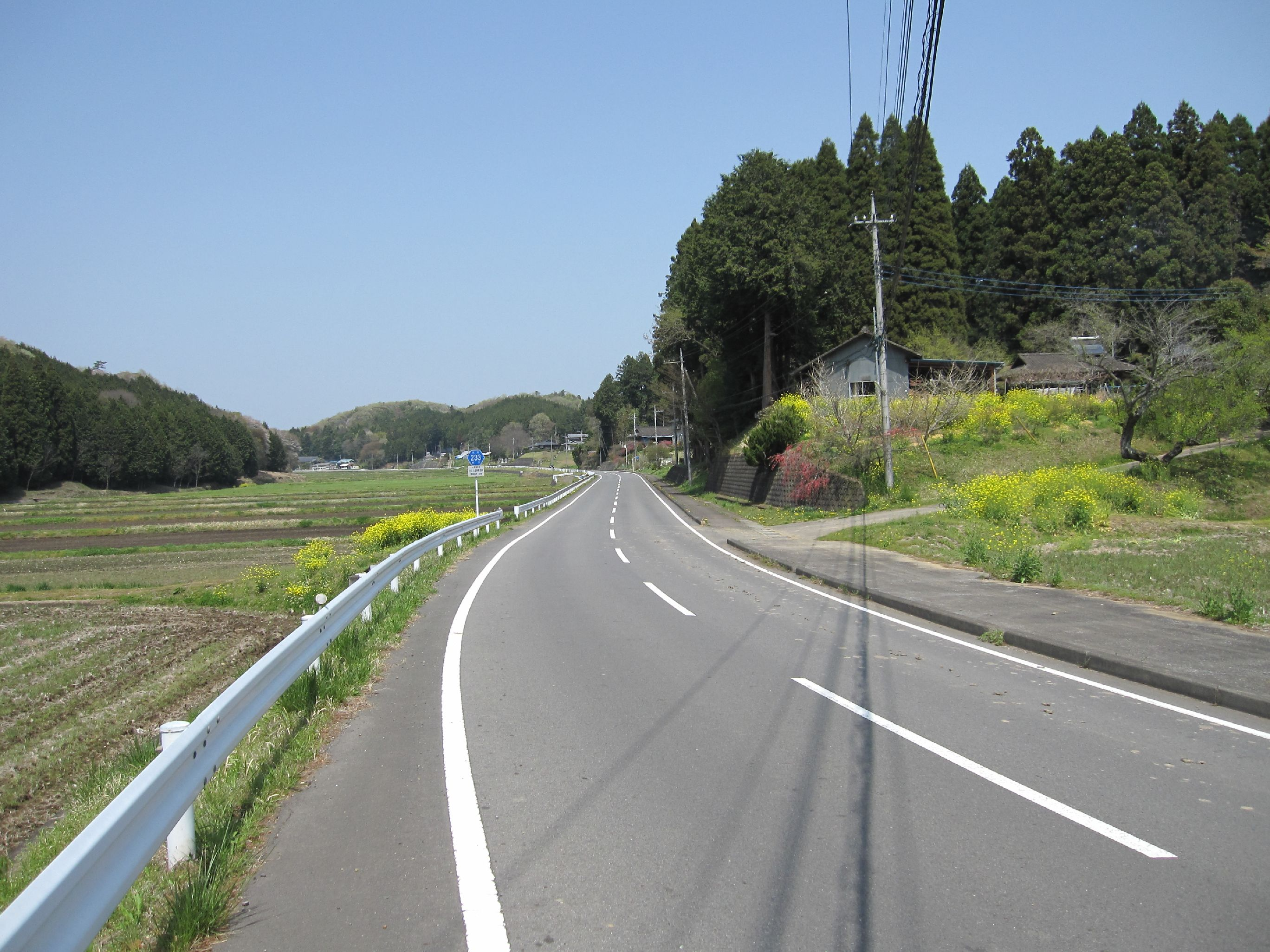
那須烏山市志鳥付近

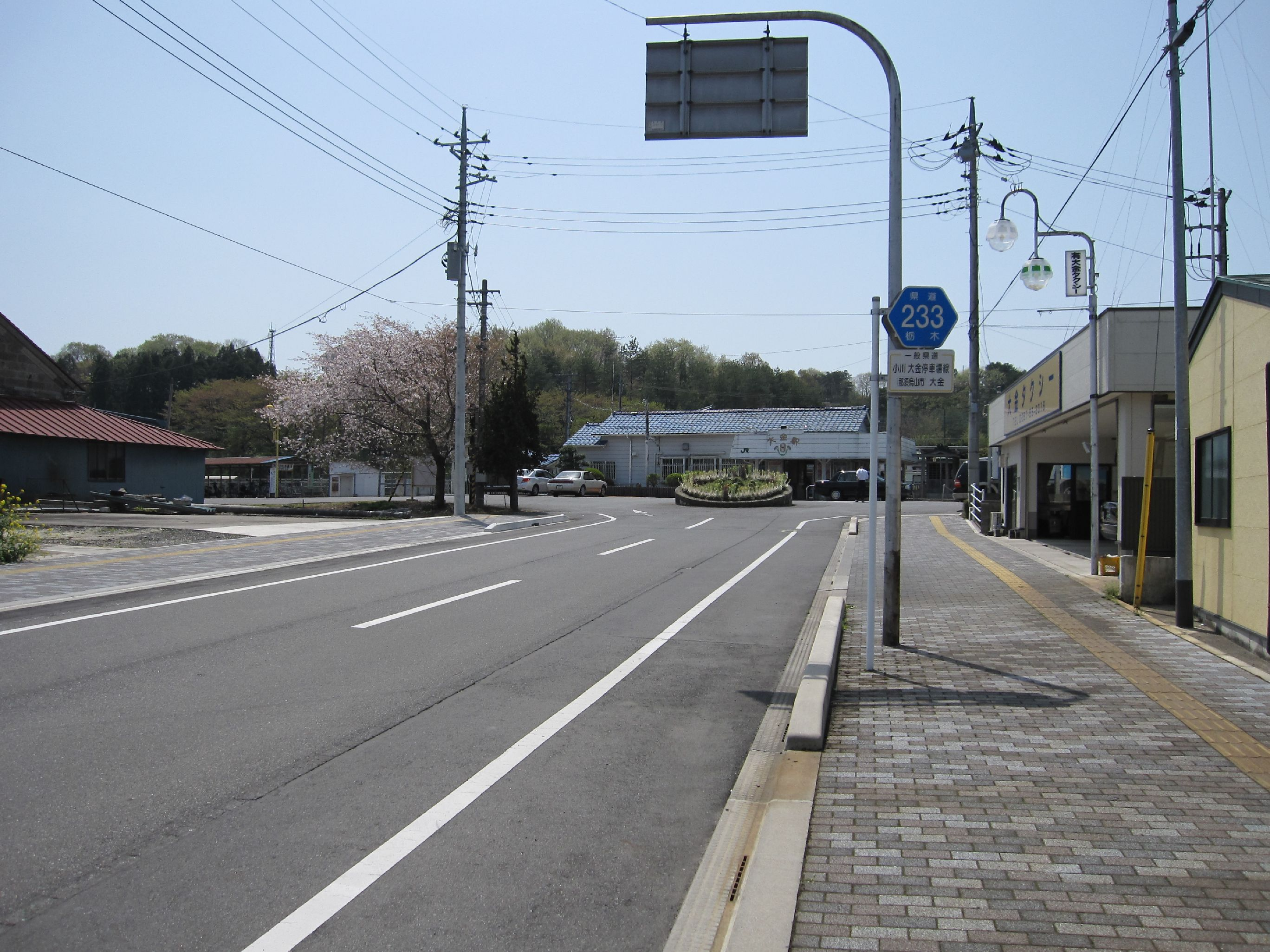
那須烏山市大金（終点）付近
JR大金駅前

### 通過する自治体
- 栃木県
  - 那須郡那珂川町 - 那須烏山市

### 交差する道路
| 交差する道路                                                                   | 市町村名   | 市町村名   | 交差する場所 | 交差する場所        |
| ------------------------------------------------------------------------------ | ---------- | ---------- | ------------ | ------------------- |
| 栃木県道52号矢板那珂川線                                                       | 那須郡     | 那珂川町   | 小川         | 栄町交差点 / 起点   |
| 国道293号                                                                      | 那須郡     | 那珂川町   | 三輪         | 神田城交差点        |
| 塩那南広域農道 / 八溝グリーンライン                                            | 那須烏山市 | 那須烏山市 | 志鳥         |                     |
| 栃木県道25号那須烏山矢板線 重複区間起点                                        | 那須烏山市 | 那須烏山市 | 熊田         |                     |
| 栃木県道25号那須烏山矢板線 重複区間終点 栃木県道222号熊田喜連川線 重複区間起点 | 那須烏山市 | 那須烏山市 | 熊田         | 熊田交差点          |
| 栃木県道222号熊田喜連川線 重複区間終点                                         | 那須烏山市 | 那須烏山市 | 南大和久     | 南大和久交差点      |
| 栃木県道10号宇都宮那須烏山線                                                   | 那須烏山市 | 那須烏山市 | 田野倉       | 田野倉交差点 / 終点 |

### 沿線
- 神田城跡
- 小志鳥城跡
- JR東日本烏山線 大金駅（終点付近）